# ويليام دبليو. أرمسترونغ (سياسي)
ويليام دبليو. أرمسترونغ (بالإنجليزية: William W. Armstrong) هو طباع وسياسي أمريكي، ولد في 18 مارس 1833 في ليزبون في الولايات المتحدة، وتوفي في 21 أبريل 1905 في كليفلاند في الولايات المتحدة. حزبياً، نشط في الحزب الديمقراطي.